# ريكاردو رودريغيز روتشا
ريكاردو رودريغيز روتشا (بالإسبانية: Ricardo Rodríguez Rocha)‏ هو سياسي مكسيكي، ولد في 20 يناير 1962 في مونكلوفا في المكسيك. حزبياً، نشط في الحزب الثوري المؤسساتي. وقد انتخب عضو مجلس النواب المكسيك.